# Série mondiale 1955
Navigation
Édition précédente Édition suivante
La Série mondiale 1955 est la 52e série finale de la Ligue majeure de baseball. 
Elle se joue du 28 septembre au 4 octobre entre les Yankees de New York et les Brooklyn Dodgers. 
Les Dodgers remportent leur premier titre en Série mondiale. Cette Série est la première défaite pour les Yankees à ce niveau depuis 1942. Ce sera la seule Série remportée par les Dodgers à Brooklyn car la franchise déménage à Los Angeles en 1957.
C'est la première Série mondiale retransmise en couleur à la télévision par NBC.

## Équipes en présence

### New York Yankees
Avec un bilan en saison régulière de 96-58 (V-D% de 0,623), les Yankees de New York sont champions de la ligue américaine devant les Indians de Cleveland. 
Mickey Mantle mène la ligue en coups de circuits avec 37. Whitey Ford est lanceur de l'année en ligue américaine. Yogi Berra est MVP de la ligue.
C'est la cinquième fois en neuf ans que les Yankees retrouvent les Dodgers à ce niveau de compétition. Ils restent sur cinq victoires face aux Dodgers.

### Brooklyn Dodgers
Les Brooklyn Dodgers terminent la saison régulière avec un bilan de 98-55 (V-D% de 0,641), devant les Milwaukee Braves. Ils sont champions de la ligue nationale.
Duke Snider est premier en nombre de points produits avec 136. Il est élu MVP de l'année en Ligue majeure. Roy Campanella lui est MVP de la Ligue nationale.
Les Dodgers tentent de prendre leur revanche après leurs défaites en Série mondiale face aux Yankees.

### Affrontements précédents
Les Yankees ont remporté les cinq Séries mondiales opposant les équipes lors des neuf dernières années: 4-1 en 1941, 4-3 en 1947, 4-1 en 1949, 4-3 en 1952 et 4-2 en 1953.

## Médias
L'événement est retransmis en couleur à la télévision par NBC. Les commentateurs sont Mel Allen et Vin Scully.
À la radio, c'est Al Helfer et Bob Neal qui commentent pour Mutual.

## Déroulement de la série

### Calendrier des rencontres
La première équipe à remporter quatre parties sur les sept programmées est sacrée championne. 
| Match | Date         | Lieu           | Visiteur         | Hôte             | Score | Affluence |
| ----- | ------------ | -------------- | ---------------- | ---------------- | ----- | --------- |
| 1     | 28 septembre | Yankee Stadium | Brooklyn Dodgers | New York Yankees | 5 - 6 | 63 869    |
| 2     | 29 septembre | Yankee Stadium | Brooklyn Dodgers | New York Yankees | 2 - 4 | 64 707    |
| 3     | 30 septembre | Ebbets Field   | New York Yankees | Brooklyn Dodgers | 3 - 8 | 34 209    |
| 4     | 1er octobre  | Ebbets Field   | New York Yankees | Brooklyn Dodgers | 5 - 8 | 36 242    |
| 5     | 2 octobre    | Ebbets Field   | New York Yankees | Brooklyn Dodgers | 3 - 5 | 36 796    |
| 6     | 3 octobre    | Yankee Stadium | Brooklyn Dodgers | New York Yankees | 1 - 5 | 64 022    |
| 7     | 3 octobre    | Yankee Stadium | Brooklyn Dodgers | New York Yankees | 2 - 0 | 64 465    |

### Match 1
Mercredi 28 septembre 1955 au Yankee Stadium, Bronx, New York.
| Brooklyn Dodgers | 0 | 2 | 1 | 0 | 0 | 0 | 0 | 2 | 0 | 5 | 10 | 0 |
| New York Yankees | 0 | 2 | 1 | 1 | 0 | 2 | 0 | 0 | X | 6 | 9  | 1 |
| Lanceurs partants : BRO : Don Newcombe NYY : Whitey Ford Vic. : Whitey Ford (1-0) Déf. : Don Newcombe (0-1) Sauv. : Bob Grim (1) HRs : BRO : Carl Furillo (1), Duke Snider (1) NYY : Elston Howard (1), Joe Collins (2) |   |   |   |   |   |   |   |   |   |   |    |   |

Elston Howard, une jeune recrue, frappe un coup de circuit lors de son premier passage à la frappe en Série mondiale. 
Jackie Robinson vole le marbre mais les Yankees l'emportent notamment grâce à deux coups de circuit de Joe Collins.

### Match 2
Jeudi 29 septembre 1955 au Yankee Stadium, Bronx, New York.
| Brooklyn Dodgers                                                                                        | 0 | 0 | 0 | 1 | 1 | 0 | 0 | 0 | 0 | 2 | 5 | 2 |
| New York Yankees                                                                                        | 0 | 0 | 0 | 4 | 0 | 0 | 0 | 0 | X | 4 | 8 | 0 |
| Lanceurs partants : BRO : Billy Loes NYY : Tommy Byrne Vic. : Tommy Byrne (1-0) Déf. : Billy Loes (0-1) |   |   |   |   |   |   |   |   |   |   |   |   |

Tommy Byrne lance un match complet et n'encaisse que cinq coups sûrs.

### Match 3
Vendredi 30 septembre 1953 au Ebbets Field, Brooklyn, New York.
| New York Yankees | 0 | 2 | 0 | 0 | 0 | 0 | 1 | 0 | 0 | 3 | 7  | 0 |
| Brooklyn Dodgers | 2 | 2 | 0 | 2 | 0 | 0 | 2 | 0 | X | 8 | 11 | 1 |
| Lanceurs partants : NYY : Bob Turley BRO : Johnny Podres Vic. : Johnny Podres (1-0) Déf. : Bob Turley (0-1) HRs : NYY : Mickey Mantle (1) BRO : Roy Campanella (1) |   |   |   |   |   |   |   |   |   |   |    |   |

C'est le dernier match qui sera disputé en septembre dans l'histoire de la Série mondiale.

### Match 4
Samedi 1er octobre 1955 au Ebbets Field, Brooklyn, New York.
| New York Yankees | 1 | 10 | 0 | 1 | 0 | 2 | 0 | 0 | 0 | 5 | 9  | 0 |
| Brooklyn Dodgers | 0 | 0  | 1 | 3 | 3 | 0 | 1 | 0 | X | 8 | 14 | 0 |
| Lanceurs partants : NYY : Don Larsen BRO : Clem Labine Vic. : Clem Labine (1-0) Déf. : Don Larsen (0-1) HRs : NYY : Gil McDougald (1) BRO : Roy Campanella (2), Gil Hodges (1), Duke Snider (2) |   |    |   |   |   |   |   |   |   |   |    |   |

### Match 5
Dimanche 2 octobre 1955 au Ebbets Field, Brooklyn, New York.
| New York Yankees | 0 | 0 | 0 | 1 | 0 | 0 | 1 | 1 | 0 | 3 | 6 | 0 |
| Brooklyn Dodgers | 0 | 2 | 1 | 0 | 1 | 0 | 0 | 1 | X | 5 | 9 | 2 |
| Lanceurs partants : NYY : Bob Grim BRO : Roger Craig Vic. : Roger Craig (1-0) Déf. : Bob Grim (0-1) Sauv. : Clem Labine (1) HRs : NYY : Bob Cerv (1), Yogi Berra (1) BRO : Sandy Amoros (1), Duke Snider 2 (4) |   |   |   |   |   |   |   |   |   |   |   |   |

Duke Snider devient le premier joueur à frapper quatre coups de circuits dans deux Séries mondiales différentes.
Roger Craig remporte son premier match comme lanceur en Série mondiale.

### Match 6
Lundi 3 octobre 1955 au Yankee Stadium, Bronx, New York.
| Brooklyn Dodgers | 0 | 0 | 0 | 1 | 0 | 0 | 0 | 0 | 0 | 1 | 4 | 1 |
| New York Yankees | 5 | 0 | 0 | 0 | 0 | 0 | 0 | 0 | X | 5 | 8 | 0 |
| Lanceurs partants : BRO : Karl Spooner NYY : Whitey Ford Vic. : Whitey Ford (2-0) Déf. : Karl Spooner (0-1) HRs: NYY : Bill Skowron (1) |   |   |   |   |   |   |   |   |   |   |   |   |

### Match 7
Mardi 4 octobre 1955 au Yankee Stadium, Bronx, New York.
| Brooklyn Dodgers                                                                                              | 0 | 0 | 0 | 1 | 0 | 1 | 0 | 0 | 0 | 2 | 5 | 0 |
| New York Yankees                                                                                              | 0 | 0 | 0 | 0 | 0 | 0 | 0 | 0 | X | 0 | 8 | 1 |
| Lanceurs partants : BRO : Johnny Podres NYY : Tommy Byrne Vic. : Johnny Podres (2-0) Déf. : Tommy Byrne (1-1) |   |   |   |   |   |   |   |   |   |   |   |   |

## MVP
Johnny Podres est MVP de la Série. Il remporte les matchs 3 et 7, deux matchs complets dont un blanchissage avec une moyenne de points mérités de 1,00.